# تميه نسيجي
التَمَيُّه النَسيجيّ أو إماهة الأنسجة (بالإنجليزية: Tissue hydration)‏ هي عمليّة امتصاص وتَثْبيت الماء في الأنسجة البَيولوجِيّة.

## النباتات
تُحافظ نباتات اليابسة على تميّه نسيجيّ مُلائم بفضل طبقة خارجيّة صامدة للماء (حافظة للماء)، وتكون هذه الطبقة عادةً جُلَيدَة شَمعيّة فوق البشرة الخارجيّة. في الأنسجة الخشبيّة الأكبر، تتواجد المواد الكيميائيّة الصامِدة للماء في الجدار الخلويّ الثانويّ الّذي يحدّ أو يكبح تدفّق الماء. وتملك النباتات الوعائيّة أيضًا جهازًا دورانيًّا يقوم بتوزيع السّائل في كامل أجزاء النبات.
لدى بعض الجفافيات مثل الصبار والنبات الصحراويّة الأخرى صَمغ (هُلام: مادّة شديدة اللّزوجيّة) في أنسجتها، وظيفته إمساك الماء داخل النبات لتقليل مُعدّل التَجْفاف. تبقى بعض البذور والأبواغ هاجِعة لحين توفّر رطوبة مُلائمة، عندها تبدأ بالإنتاش.

## الحيوانات
تُحافظ الحيوانات على تميّه نسيجيّ مُلائم بفضل (1) الجلد أو الهَيكل الخارجيّ أو الجُلَيدَة، (2) الجَوف العامّ المليء بالسوائل، (3) جهاز الدوران.
يؤدّي الهبوط المُعْتَدّ (شديد) في التميّه النسيجيّ عند الإنسان إلى حالة التجفاف الطبيّة، قد ينتج الأمر عن فَقْد (خسارة) الماء أو خسارة الكَهارِل أو خسارة بلازما الدّم. من المهم إعطاء سوائل إماهة كجزء من تدبير التجفاف بهدف تجنّب المُضاعَفات الوَخيمة وفي بعض الحالات الموت.
يمكن لبعض اللا فقاريّات أن تنجو في ظروف تَجَفُّف أنسجتها بأن تدخل في حالة تدعى الحيَويَّةُ الخَفِيَّة(1).

### هوامِش
1. الحيَويَّةُ الخَفِيَّة (بالإنجليزية: Cryptobiosis)‏: توَقُّفُ النشاطِ وانخفاضُ مُستَوى الأيضِ الشديدُ لِتجاوزِ الظُّروفِ غيرِ المُلائمة كالجَفاف. (القاموس العلميّ المُصوّر الجديد نسخة محفوظة 12 مارس 2017 على موقع واي باك مشين.، مكتبة لُبنان ناشِرون.)